# B·J·萊恩
B.J.萊恩（B. J. Ryan，原名Robert Victor Ryan, Jr.，1975年12月28日—）出生於路易斯安那州Bossier City）是一名美國職棒大聯盟選手，以前擔任多倫多藍鳥的終結者。在這之前，他曾效力於辛辛那提紅人與巴爾的摩金鶯。

## 生涯
B.J.萊恩在生涯初期是擔任一人左投。因為控球不佳，使他無法能夠壓制住右打者，因此讓他無法在牛棚擔任重要的角色。然而，古怪、四分之三、彈弓式的投球方式讓他在面對左打時有著優異的壓制力。
之後，萊恩改善了控球問題，並增加了快速球的尾勁。這改變，加上他驚人的滑球，讓他能夠壓制住右打者。在巴爾的摩時，他開始在牛棚擔任起重要角色。2004年中旬，萊恩成為了隊中的佈局投手。同年年底，他取代Jorge Julio，擔任球隊中的終結者。
2005年，萊恩表現優異，在41次救援機會中，拿下36次救援成功，防禦率2.43，並入選了明星賽。
2005年球季結束後，萊恩成為各隊最想要的自由球員之一。2005年11月28日，萊恩拒絕了金鶯、克里夫蘭印地安人與紐約洋基等隊，接受由多倫多藍鳥開出的5年4700萬的合約。這也超越了馬里安諾·李維拉在2001年到2004年的4年4000萬合約，成為當時大聯盟後援投手的最大合約。
2006年7月3日，萊恩二度入選明星賽。7月10日在匹茲堡所舉行的明星賽，他在第八局上場，未失分，並為美聯獲得了勝利。那年球季他獲得了生涯新高的38次救援成功，僅次於洛杉磯安那罕天使的法蘭西斯科·羅德里奎茲、芝加哥白襪的巴比·強斯兩人。
2007年5月10日，多倫多藍鳥宣布萊恩將因Tommy John韌帶重建手術而退出剩餘的比賽。
2008年4月13日早上，手術後不到一年的萊恩離開了傷兵名單。下午，他在第十局登場，並拿下了一年來的首次救援成功。
儘管他的手臂傷勢並未完全復原，他仍然為藍鳥拿下了32次救援成功，在當年度的美聯救援排行榜排名第六，同時也獲得DHL年度救援王獎的提名。
2009年7月8日，萊恩被球隊釋出，之後和芝加哥小熊隊簽下小聯盟契約。

## 瑣事
2003年5月1日，萊恩完成了一項很特別的紀錄：他在未投出任何一球的情況下獲得勝投。他一上場就先牽制在一壘的底特律老虎跑者 Omar Infante，並成功牽制出局結束這一局。金鶯在下個半局取得領先，之後並讓萊恩繼續登場，在尚未投球的情況下換投。
萊恩的出場音樂是滑結樂團的《Duality》。
萊恩是藍鳥球迷非常喜愛的選手，他曾被球迷票選為下個藍鳥隊的搖頭娃娃。

## 外部連結
- 球員資訊和成績在MLB，ESPN，Baseball-Reference，Fangraphs，The Baseball Cube（英文）